# Joan Llarch Roig
Joan Llarch Roig (Barcelona, 1920-1987) fue un escritor catalán que cultivó diversos géneros. Escribió ensayos históricos sobre la guerra civil española, que vivió en primera persona, biografías, novelas y artículos periodísticos. 

## Biografía
Hijo de familia obrera, pronto quedó huérfano y tuvo que trabajar para comer. Fue llamado a filas en la Guerra Civil en la Quinta del biberón y participó en la batalla del Ebro, en la 60ª. División republicana. Fue capturado y pasó por campos de concentración y por un servicio militar de castigo de cinco años en el ejército vencedor. 
Al culminar su servicio, malvivió con trabajos miserables que compaginó con su vocación autodidacta para la escritura. Obtuvo pequeños trabajos literarias por encargo o con seudónimo pero fue acumulando una bibliografía que llegaría a una cincuentena de títulos. 
Sus temas fueron muy variados, desde novelas de divulgación y biografías (Gaudí, Dalí, Luther King, Durruti, Negrín, Franco...) hasta otros de crónica social crítica o temática fantástica o sus relatos históricos y comprometidos sobre la guerra civil, sus personajes y la posterior dictadura franquista. 
La mayor parte de su obra fue publicada en castellano aunque también tiene producción notable en catalán, como la novela de 1982, Memòria de la fosca nit (Memoria de la oscura noche).
Desde 1962, se estableció en el barrio de Sarrià, con lo que alcanzó una gran identificación implicándose en muchos de sus proyectos populares.   
Joan Llarch murió en su casa el 19 de mayo de 1987, de un ataque al corazón. 
El 2001, el Distrito de Sarrià - Sant Gervasi, por iniciativa vecinal, le dedicó los jardines que llevan su nombre, en la Avenida Josep Vicenç Foix. 

## Obras literarias
- El Sol Tiene hambre (1967)
- Barrio Chino (1968)
- La sirena perdida (1969)
- La batalla del Ebro (1971)
- Así aman los españoles (1972)
- La muerte de Durruti (1973)
- Grandes exploraciones (1973)
- Las calles del pecado (1974)
- Mujeres públicas y otros pecados (1974)
- Los días rojinegros (1975)
- Batallones de Trabajadores (1975)
- Murió en Madrid (1976)
- Casanova y compañía (1976)
- Cipriano Mera, un anarquista en la guerra de España (1977)
- Las primeras banderas (1977)
- Los dirigentes obreros (1977)
- El secuestro de la hija de Franco (1977)
- Extranjero en la tierra (1977)
- La perdida (1977)
- La trágica muerte de Companys (1978)
- Campos de concentración en la España de Franco (1978)
- Obreros mártires de la libertad (1978)
- Cuentos de la piedra negra (1979)
- El dictador no ha muerto (1979)
- Hildegart, la virgen roja (1979)
- Tempestad nuclear sobre España (1979)
- Memòria de la fosca nit (1982)
- Gaudí. Biografía mágica (1982)
- Martin Luther King (1982)
- El apocalipsis profético de San Juan (1982)
- Dalí. Biografía mágica (1983)
- Negrín. ¡Resistir es vencer! (1983)
- Charlie Rivel (1983)
- Franco (1983)
- Historias de la Cataluña mágica (1986)
- Yakup (1987)